# Bad Boys II (colonna sonora)
Bad Boys II è la colonna sonora dell'omonimo film di Michael Bay, pubblicata nel 2003 da Bad Boy Records. La RIAA lo certifica disco di platino.

## Ricezione
| Recensione           | Giudizio |
| -------------------- | -------- |
| AllMusic             | [ 1 ]    |
| Blender              | [ 3 ]    |
| Entertainment Weekly | B−       |
| IGN                  | [ 5 ]    |
| RapReviews           | [ 6 ]    |
| Rolling Stone        | [ 7 ]    |

Secondo il critico musicale Rob Theakston, la «superba» colonna sonora riesce a essere una delle rare produzioni sia esplosiva sia ben coesa in un film hip hop, a differenza delle solite soundtrack che fanno da vetrina agli artisti, «mettendo assieme una formazione così forte che potrebbe benissimo essere senza precedenti in termini di pura potenza commerciale»: l'«all-star team» è composto da Beyoncé, The Notorious B.I.G., Jay-Z, Pharrell, Lenny Kravitz, P. Diddy, Fat Joe, 50 Cent, Snoop Dogg, Foxy Brown, Justin Timberlake, Mary J. Blige e gli M.O.P..
Theakston riporta che «la consegna di Biggie è così potente e pura, che ricorda quanto sia stato importante il suo contributo al rap moderno e quanto sia mancato.» Nella seconda parte, la colonna sonora cala di ritmo, tuttavia, anche considerando i filler, l'album si dimostra superiore agli altri.

## Tracce
1. Intro (Martin Lawrence, Will Smith) – 0:12
2. Show Me Your Soul (P. Diddy, Lenny Kravitz, Pharrell Williams & Loon) – 5:20 (musica: Lenny Kravitz, The Neptunes)
3. La-La-La (Jay-Z) – 3:54 (musica: The Neptunes)
4. Shake Ya Tailfeather (Nelly, P. Diddy & Murphy Lee) – 4:53 (musica: Jason "Koko" Bridges, Nelly)
5. Girl I'm a Bad Boy (Fat Joe & P. Diddy feat. Dre) – 3:22 (musica: Cool & Dre)
6. Keep Giving Your Love to Me (Beyoncé) – 3:08 (musica: Ryan Leslie, Young Lord)
7. Realest Niggas (The Notorious B.I.G. & 50 Cent) – 3:29
8. Flipside (Freeway feat. Peedi Peedi) – 3:55 (musica: Just Blaze)
9. Gangsta Shit (Snoop Dogg feat. Loon) – 4:31
10. Pretty Girl Bullshit (Mario Winans feat. Foxy Brown) – 4:22
11. Model (Interlude) (Martin Lawrence) – 0:04
12. Love Don't Love Me (Justin Timberlake) – 4:21
13. Relax Your Mind (Loon) – 4:15
14. Didn't Mean (Mary J. Blige) – 3:44
15. God Sent You (Interlude) (Martin Lawrence, Will Smith) – 0:15
16. Why (Da Band) – 4:38
17. Shot You (Interlude) (Martin Lawrence, Will Smith) – 0:06
18. Wanna Be G's (M.O.P. feat. Sheritha Lynch) – 4:38

## Classifiche

### Classifiche settimanali
| Classifica (2003)         | Posizione raggiunta |
| ------------------------- | ------------------- |
| Australia                 | 14                  |
| Austria                   | 26                  |
| Canada                    | 1                   |
| Francia                   | 42                  |
| Germania                  | 46                  |
| Nuova Zelanda             | 3                   |
| Paesi Bassi               | 82                  |
| Stati Uniti               | 1                   |
| US Top R&B/Hip-Hop Albums | 1                   |
| Svizzera                  | 8                   |

### Classifiche di fine anno
| Classifica (2003)         | Posizione raggiunta |
| ------------------------- | ------------------- |
| Stati Uniti               | 41                  |
| US Top R&B/Hip-Hop Albums | 25                  |